# Trolleybus de Gênes
Le réseau de trolleybus de Gênes compte une ligne desservant la ville de Gênes en Italie.

## Réseau actuel

### Aperçu général
En octobre 2012, le réseau compte une ligne:
- 20  Foce (Via Rimassa) – Sampierdarena (Piazza Vittorio Veneto);

### Matériel roulant
En 2012, le réseau est exploité avec deux types de trolleybus :
- Breda 4001.12 F15 20 véhicules (no 2001–2020), mis en service in 1997.
- Van Hool AG300T 17 véhicules 'no 2101–2117), mis en service en 2008.